# Медведевское сельское поселение (Джанкойский район)
Медведевское се́льское поселе́ние (укр. Медведівське сільське́ посе́лення, крымскотат. Avuz Qırq köy yurtu, Авуз Къыркъ кой юрту) — муниципальное образование в Джанкойском районе Республики Крым Российской Федерации.
Административный центр — село Медведевка.

## География
Расположено в северной части Джанкойского района, в степной зоне полуострова, на побережье Сиваша.

## История
В 1930-х годах был образован Медведевский сельский совет.
Статус и границы Медведевского сельского поселения установлены Законом Республики Крым от 5 июня 2014 года № 15-ЗРК «Об установлении границ муниципальных образований и статусе муниципальных образований в Республике Крым».

## Население
| 2001  | 2014  | 2015  | 2016  | 2017  | 2018  | 2019  |
| ----- | ----- | ----- | ----- | ----- | ----- | ----- |
| 2389  | ↘2209 | ↗2213 | ↘2197 | ↘2173 | →2173 | ↘2167 |
| 2020  | 2021  |       |       |       |       |       |
| ↘2154 | ↘2077 |       |       |       |       |       |

## Состав сельского поселения
| № | Населённый пункт | Тип населённого пункта       | Население |
| - | ---------------- | ---------------------------- | --------- |
| 1 | Медведевка       | село, административный центр | ↘1270     |
| 2 | Предмостное      | село                         | ↘378      |
| 3 | Тургенево        | село                         | ↘561      |